# Schlitzwandfräse

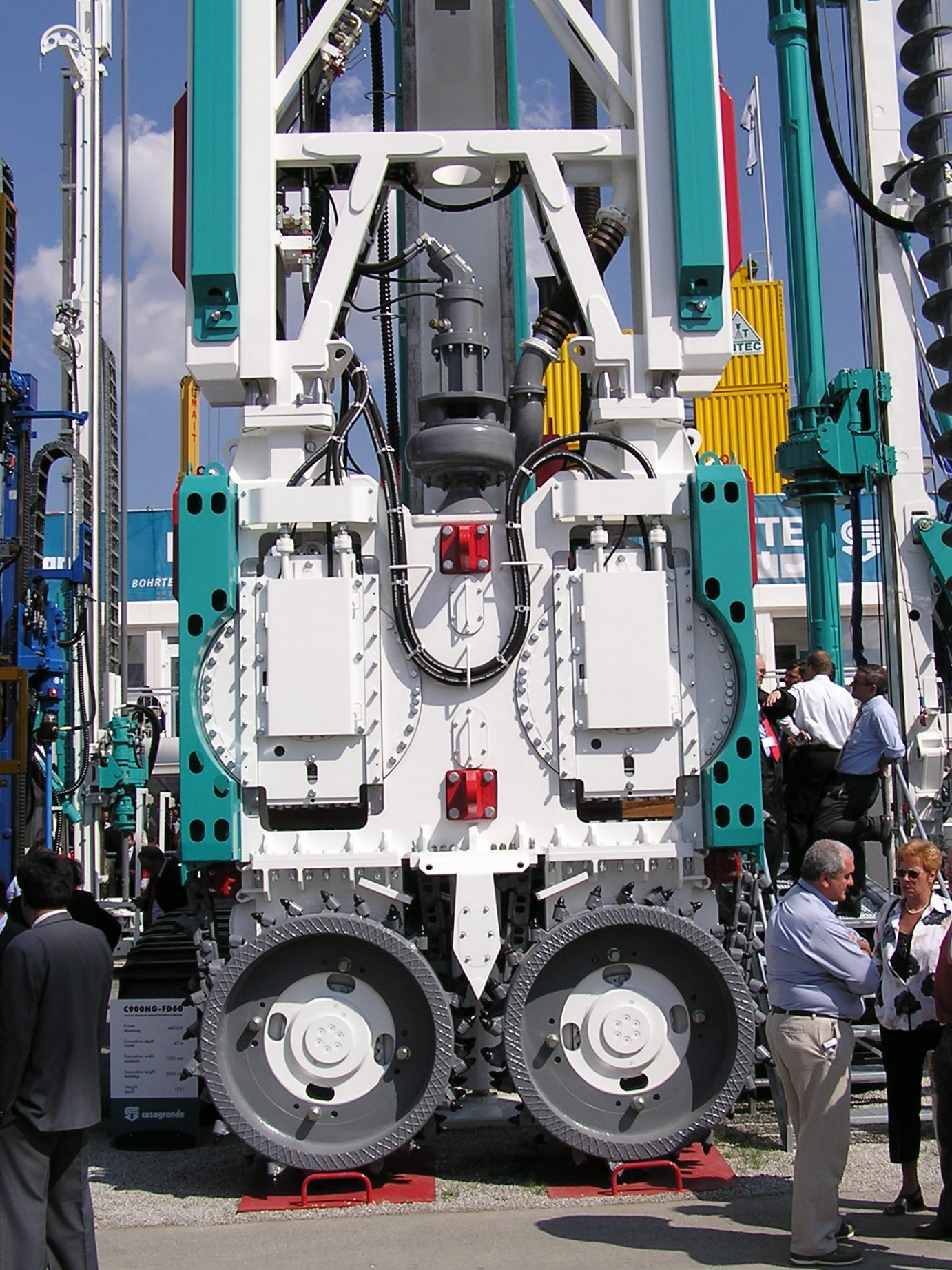
Schlitzwandfräse

Eine Schlitzwandfräse ist ein Baustellengerät zur Herstellung eines Bodenschlitzes für eine Schlitzwand. 

## Funktionsweise
Beim Schlitzwandfräsen lösen meist zwei gegenläufige Schneidräder das Material, vermischen es mit der im Schlitz vorhandenen Suspension und fördern es zur Ansaugöffnung der Feststoffpumpe.
Die Fräse ist an einem Trägergerät angehängt. Das Fräsgut wird dabei vor Eintritt in die Pumpe so zerkleinert, dass bei der hydraulischen Förderung das Material durch das Leitungssystem verstopfungsfrei transportiert wird. Die mit diesem Bodenmaterial versetzte Suspension wird zu einer Aufbereitungsanlage gepumpt. Darin werden die Bodenbestandteile aus der Suspension entfernt und die so gereinigte Stützflüssigkeit dann in den Schlitz zurückgeführt.
Als Trägergeräte der schweren Fräsen kommen in der Regel Bagger auf Raupenfahrwerken mit einem Gewicht von 50 bis 150 t zum Einsatz. Es werden sowohl Hydraulik- als auch Seilbagger verwendet. An diese Grundgeräte werden die Fräse und weitere erforderliche Anbauteile montiert. 